# Josep Matalonga i Espinach
Josep Matalonga i Espinach de cal Ponis (Collbató, Baix Llobregat, 1951 – Martorell 4 d'agost de 2010) va ser un activista i promotor cultural.
Va fer estudis d'arquitectura i posteriorment, a partir de 1985, va fer de guia de les Coves del Salnitre, a Collbató, ofici que va ocupar durant 25 anys, fins a la seva mort, i que el va fer popular entre els visitants. Amant del patrimoni històric i cultural collbatoní, va impulsar, el 1974, la creació del Museu Coses del Poble amb objectes de caràcter etnogràfic aplegats per ell mateix i altres veïns. Va ser membre fundador de l'associació Els amics del Dall de Collbató. Va participar activament en la recuperació i el manteniment de moltes activitats culturals tradicionals a Collbató, com ara el Tió de Nadal, la cavalcada de Reis, els Tres Tombs, la Flama del Canigó i altres.
El 31 de maig de 2010 va haver d'abandonar les seves tasques de guia a les coves, per raons de salut. Va morir el 4 d'agost de 2010 a Martorell. El 19 d'octubre del mateix any es va organitzar un acte per recordar-lo. El 2012, a les Coves del Salnitre, es va inaugurar una placa en el seu homenatge. La novel·la Salnitre d'Antoni Real Martí va ser inspirada per les aportacions de Josep Matalonga.